# Berek (Bjelovar-Bilogora)
Pour les articles homonymes, voir Berek.
Berek est un village et une municipalité située dans le comitat de Bjelovar-Bilogora, en Croatie. Au recensement de 2001, la municipalité comptait 1 706 habitants, dont 90,09 % de Croates et 7,27 % de Serbes et le village seul comptait 475 habitants.

## Localités
La municipalité de Berek compte 13 localités :
| - Begovača - Berek - Gornja Garešnica - Kostanjevac - Krivaja - Novo Selo Garešničko - Oštri Zid | - Podgarić - Potok - Ruškovac - Šimljana - Šimljanica - Šimljanik |